# جو سبينكس
جو سبينكس (بالإنجليزية: Joe Spinks)‏ مواليد 20 يونيو 1972 في آشبورو، هو مدرب كرة سلة أمريكي ولاعب معتزل. بدأ مسيرته الاحترافية في سنة 1994. يبلغ طوله 6 قدم 6 بوصة (2.0 م). اعتزل اللعب في 2006. لعب مع سودرتاليا كينغ ونادي أمستردام لكرة السلة.

## الإنجازات
- الدوري الهولندي لكرة السلة (1999، 2000، 2001، 2002، 2005، 2008)

## روابط خارجية
- جو سبينكس على موقع كرة السلة الأوروبية.كوم (الإنجليزية)
- جو سبينكس على موقع DraftExpress.com (الإنجليزية)
- جو سبينكس على موقع كلية كرة السلة في سبورتس رفرنس.كوم (الإنجليزية)
- جو سبينكس على موقع ريلجم (الإنجليزية)